# ウィリアム・ペン・デュボア
ウィリアム・ペン・デュボア（William Pène du Bois、1916年5月19日 - 1993年2月5日）はアメリカ合衆国の児童文学作家である。代表作は1947年の長編『二十一の気球』(Twenty-One Balloons)。表記はウィリアム・ペーヌ・デュ・ボアなどとも。

## 経歴
ニュージャージー州ナトリー（Nutley）でフランス系の家庭に生まれた。父のガイ・ペン・デュボア（Guy Pène du Bois、画家）をはじめ一族には芸術家が多く、自身も幼少期から絵を能くした（長じてからはイラストレーターとしても活動し、自著の挿絵を自分で手がけることもしばしばであった）。8歳から14歳まではフランスで教育を受けた。子供時代はサーカスを好み、年30回以上もサーカスに通ったという。15歳の時（1931年）にアメリカに帰る。
19歳の時（1933年）に第一作『おばけ牛のエリザベス』（Elizabeth The Cow Ghost、未訳）を刊行。その後も巨大犬を主人公にした「オットー」シリーズ（未訳）など児童文学作品や絵物語を上梓した。第二次世界大戦では1941年から陸軍に入って従軍した。戦後も活動を続け、クラカタウの火山大噴火と気球を絡めたスチームパンク的長編『二十一の気球』（1947年）でニューベリー賞を受賞した。絵本『ライオン』（Lion、未訳）は1955年度コールデコット賞の優良作に選出された。晩年は再びフランスで過ごした。ニースで没。

## 作風
デュボアの作風は少年時代から私淑していたジュール・ヴェルヌの影響を受けたもので、奇想天外さと科学的整合性を両立させている点に特徴がある。それが顕著な作品としては代表作『二十一の気球』（特殊な気球や蒸気動力化された住宅などの発明品が丹念に描かれる）、『ピーター空をとぶ』（反重力金属「ファーロイ」が登場し、その活用法が合理的に探られる）、『巨人ぼうやの物語』（巨人の生態を科学的に考察している）などが挙げられる。また彼のユーモアとウィットに関する評としては、児童文学研究者の渡辺茂男が、米仏の良い特性を併せ持った優れたものである旨を述べている。

## 作品リスト（日本語訳があるもののみ）
- The Great Geppy (1940) 『名探偵しまうまゲピー』 学習研究社 1970年
- The Flying Locomotive (1941) 『とべ! まほうのきかんしゃ』 文研出版 1973年
- Twenty-One Balloons (1947) 『二十一の気球』
  - 『少年少女世界文学全集17』渡辺茂男訳、 講談社、1960年
  - 『世界の名作図書館08』 渡辺茂男訳、 講談社 、1967年
  - 『青い鳥文庫』（新書）渡辺茂男訳、講談社、1986年
- Peter Graves (1950) 『ピーター空をとぶ』  岩崎書店 1972年
- The Giant (1954) 『巨人ぼうやの物語』 偕成社 1978年（※日本語版もデュボア自身のイラストを収録。）
- The Three Policemen (1965) 『三人のおまわりさん』 学習研究社 1965年
- Lazy Tommy Pumpkinhead (1966) 『ものぐさトミー』 岩波書店 1977年

## 主要参考資料
- 『ピーター空をとぶ』（デュボア著、岩崎書店、1972年）巻末「あとがき - この本の作者について」（白木茂）
- 『巨人ぼうやの物語』（デュボア著、偕成社、1978年）巻末「解説」（渡辺茂男）
- 『二十一の気球』（デュボア著、講談社、1986年）巻末「作者・デュボアについて」（渡辺茂男）